# 幻影闘技 SHADOW STRUGGLE
幻影闘技 SHADOW STRUGGLE（げんえいとうぎ シャドウストラグル）は、1996年9月20日にバンプレストから発売されたPlayStation用の対戦型格闘ゲーム。キャラクターデザインは皆川亮二。続編には『クリティカルブロウ』がある。

## 登場キャラクター
- 岩瀬圭（声優：森川智之）
- ボビー・ロギンズ（声優：岩永哲哉）
- 一宮ちあき（声優：椎名へきる）
- 漢緋藍（声優：野本礼三）
- ハリー・ホプキンス（声優：まるたまり）
- マーク・スタンフォード（声優：戸部公爾）
- レイモンド・ノーマン（声優：宮田浩徳）
- ニール・マクダネル（声優：長嶝高士）
- マリー・フィリップス（声優：石井直子）
- 一宮鋼（声優：沢木郁也）

| スタブアイコン | サブスタブ | この項目は、まだ閲覧者の調べものの参照としては役立たない、コンピュータゲームに関連した書きかけの項目です。この項目を加筆・訂正などしてくださる協力者を求めています（P:コンピュータゲーム/PJ:コンピュータゲーム）。 |